# Buldozer (film)
Buldozer (v originále Lo chiamavano Bulldozer) je západoněmecko-italská komedie z roku 1978. V hlavní roli Buldozera se objevil Bud Spencer, který ztvárnil bývalého hráče amerického fotbalu. Režie se ujal Michele Lupo.

## Děj
Bývalý hráč amerického fotbalu, Buldozer (Bud Spencer), je nucen se svojí porouchanou lodí přistát v přístavu Livorno. Shodou okolností se zde dohodne zápas v americkém fotbalu mezi jednotkou amerických vojáků a místních chlapců. Buldozer dostane nabídku k tréninku místního družstva, kterou z počátku odmítá. Přesto však jednoho dne koučování přijme.

## Obsazení
| Bud Spencer          | Buldozer         |
| Raimund Harmstorf    | seržant Kempfer  |
| Ottaviano Dell'Acqua | Gerry            |
| Reinhard Kolldehoff  | plukovník Martin |
| Giovanni Vettorazzo  | Spitz            |
| Nando Paone          | Vyzáblý kluk     |
| Enzo Santaniello     | Zrzek            |
| Marco Stefanelli     | Tony             |
| Joe Bugner           | Medvěd           |